# Irite
Irite é a inflamação da íris, a parte colorida do olho. A íris é uma membrana delicada, que determina, por sua capacidade de dilatar-se ou contrair-se, a quantidade de luz que passa através da pupila. Caracterizado por perda de coloração, contração da pupila, dor e fotofobia. A irite pode resultar de várias causas, como uma pancada no olho. Pode também associar-se a doenças como varicela, caxumba, artrite reumatóide, tuberculose, hanseníase e diabetes . A irite também pode acompanhar uma inflamação de outras partes do olho.